# Es zittern die morschen Knochen
Es zittern die morschen Knochen (letterlijk "de rotte botten schudden/breken") is een Duits marslied. Het is gecomponeerd en geschreven door Hans Baumann (1914-1988). De nationaalsocialistische kinderboekenschrijver heeft het lied oorspronkelijk geschreven voor de Hitlerjugend, waarvan het 't belangrijke lied werd, maar ook daarbuiten werd het razend populair: waarschijnlijk was alleen het Horst Wessellied meer geliefd onder de Duitse nazipartij. Het was ook bekend als het "Marschlied der Bewegung".
Na de oorlog werd het lied, samen met andere nationaalsocialistische liederen, in Duitsland verboden. Baumann distantieerde zich van zijn vroegere werk en legde zich volledig toe op het schrijven van kinderboeken en het vertalen van Russische werken naar het Duits. Hij had een goede kennis van de Russische taal, aangezien hij gedurende de oorlog bij Propagandakompanie 501 aan het oostfront had gezeten.

## Tekst van het lied[2]
1e couplet
Es zittern die morschen Knochen
der Welt vor dem roten Krieg.
Wir haben den Schrecken gebrochen,
für uns war's ein großer Sieg.
Refrein
Wir werden weiter marschieren,
wenn alles in Scherben fällt,
denn heute, da hört uns Deutschland
und morgen die ganze Welt.
2e couplet
Und liegt vom Kampfe in Trümmern
die ganze Welt zuhauf,
das soll uns den Teufel kümmern,
wir bauen sie wieder auf.
3e Couplet
Und mögen die Alten auch schelten,
so laßt sie nur toben und schrei'n,
und stemmen sich gegen uns Welten,
wir werden doch Sieger sein.
4e Couplet
Sie wollen das Lied nicht begreifen,
sie denken an Knechtschaft und Krieg
derweil unsre Äcker reifen.
Du Fahne der Freiheit, flieg!